# Naked Came the Stranger
Naked Came the Stranger ist die Verfilmung des Romans Nackt kam die Fremde von Penelope Ashe.

## Handlung
Der Film handelt von William und Gillian, den Moderatoren einer Radiosendung zum Thema Sex. Als Gillian merkt, dass ihr Mann sie betrügt, beschließt sie, mit möglichst vielen anderen Männern zu schlafen, um es ihm heimzuzahlen.

## Wissenswertes
- Der Film wurde nach dem Roman-Bestseller Naked Came the Stranger von „Penelope Ashe“ gedreht, dem Pseudonym von diversen bekannten Journalisten wie Stanley Green und Robert Wiemer. Nach der Aufdeckung des Pseudonyms wurden vom Buch über 100.000 Exemplare verkauft und es erschien darauf unter den Bestsellern der New York Times. Metzger erwarb offiziell die Rechte für die Verfilmung des Buchs.
- Der Film belegt Platz 101 auf der Liste der „101 Greatest Adult Tapes of All Time“ von AVN.

## Auszeichnungen
- XRCO Hall of Fame

## Kritiken
- Kritik des Films bei pornoklassiker.de
- Kritik des Films bei mondo-digital.com